# Toke Holst
Toke Falkenberg Holst (født 1. december 1981 i Odder) er en dansk tidligere håndboldspiller, der spillede for Århus GF og Team Tvis Holstebro i Håndboldligaen. Han blev sideløbende med håndboldkarrieren uddannet læge, og arbejder i dag som læge.
Holst har tidligere optrådt på det danske håndboldlandshold.

## Eksterne links
- Spillerinfo